# Stefano Palatresi
Stefano Palatresi (Cerreto Guidi, 26 dicembre 1960) è un musicista, cantante e direttore d'orchestra italiano.

## Biografia
Da sempre appassionato di musica, si diploma al Conservatorio Luigi Cherubini di Firenze, diventa noto al grande pubblico nel 1985 quando lavora alla trasmissione Quelli della notte. Nel 1987 debutta con la propria orchestra in Tv nel preserale di Rai1 Ieri, Goggi e domani con Loretta Goggi.
Nel 1988 partecipa al Festival di Sanremo nella sezione "Nuove Proposte", classificandosi al secondo posto con il brano Una carezza d'aiuto.
Dai primi anni novanta lavora con la sua orchestra in diversi programmi Rai, su TMC e sulle reti Fininvest.
Nel 1995 partecipa al Festival di Sanremo nella sezione Campioni, in un terzetto chiamato Trio Melody, di cui facevano parte anche Gigi Proietti e Peppino Di Capri, con il pezzo Ma che ne sai... (...se non hai fatto il piano-bar), scritto da Claudio Mattone e piazzatosi 13º alla kermesse sanremese.
Dal 1997 al 2001 dirige l'orchestra nella trasmissione musicale di Rai 2 Furore, condotta da Alessandro Greco ed in onda ogni venerdì in prima serata. Dal 2006 al 2008 dirige l'orchestra nella trasmissione Piazza Grande, condotta da Giancarlo Magalli e in onda dal lunedì al venerdì su Rai 2.
Nel 2009 partecipa con la sua orchestra alla trasmissione di Rai 1 Premio Caruso e come duettante allo Zecchino d'Oro.
Nel 2010 su Rai1 dirige l'orchestra della puntata pilota della trasmissione Non sparate sul pianista con Carlo Conti. Dal febbraio 2012 il programma va in onda con la conduzione di Fabrizio Frizzi e Palatresi dirige ancora l'orchestra.
Nel 2012 con la propria Orchestra partecipa alla trasmissione di Raiuno Attenti a quei due con Paola Perego e Biagio Izzo. Nella stessa stagione sempre a capo dell'orchestra partecipa al programma di Rai1 Non sparate sul pianista con Fabrizio Frizzi. Dal 2013 al 2016 dirige l'orchestra del Festival di Castrocaro per Rai1.
Nel 2017 cura la parte musicale, in diretta, del programma Buon pomeriggio su Telenorba. Nella notte del capodanno 2018 dirige l'orchestra per il programma Rai L'anno che verrà.
Dal 2020 è il musicista con la sua orchestra della trasmissione I fatti vostri di Rai 2.
Dal 2019 cura la parte musicale, e suona al pianoforte nel programma L'Italia con voi su Rai Italia.
Il 31 dicembre 2023 dirige l'orchestra del programma L'anno che verrà su Rai Uno, diretta musicale da Crotone che dà il benvenuto al 2024.